# Dok2
李埈京（韓語：이준경，1990年3月28日—）是一位韓國饒舌歌手及音樂製作人，他以藝名DOK2（韓語：도끼）為人熟知。同時，他也是韓國嘻哈音樂公司Illionaire Records的CEO。在2011年與The Quiett一起創辦經紀公司1llionaire Records。
2016年成立了Illionaire Records旗下的新音樂品牌AMBITION MUSIK。

## 經歷
2005年，他與地下歌手Microdot一起組成團體ALL BLACK。雖然發行了一張專輯但最後還是以解散告終。
2009年，以個人身份發行了首張個人專輯《Illstrumentalz Vol.1》。
2011年，與The Quiett一起創辦經紀公司Illionaire Records并和另一位地下歌手Beenzino一起在公司發展。
2014年，參與Mnet從7月3日起舉辦的韓國大型RAP比賽《Show Me The Money 3》的評委，共同擔任製作人和評委的歌手有Brand New Music的Swings和San E、YG娛樂的Tablo和Masta Wu以及演員兼饒舌歌手YDG，引起了廣泛關注。
2016年Dok2和The Quiett成立了Illionaire Records旗下的新音樂品牌AMBITION MUSIK，並攜手曾參加《Show Me The Money 5》的金孝恩和Hash Swan以及早期就与Dok2和The Quiett有过多次合作的Changmo。
2020年2月6号退出Illionaire.

## 音乐作品

### 單曲
| 年份           | 名稱                                         |
| -------------- | -------------------------------------------- |
| 2008年12月31日 | I'mma Shine                                  |
| 2009年10月6日  | Theunderground Musik in Map the Soul         |
| 2009年10月26日 | Gonzo 20                                     |
| 2010年12月15日 | Fantom & Young Boss                          |
| 2011年3月28日  | That's Me (It's Me Pt.2)                     |
| 2012年1月11日  | Don't Do That / 그쯤에서 해                  |
| 2012年2月9日   | Leave Me Alone (Fuck You)                    |
| 2012年2月16日  | Best Time (In Our Life)                      |
| 2012年11月1日  | Rapstar                                      |
| 2014年8月22日  | We Gotta Know                                |
| 2014年11月11日 | Chi Gi Cha Ga Cho Go Cho & 外面下着雨 哗啦啦 |
| 2015年1月21日  | RIATCH                                       |
| 2015年6月5日   | ＃Jeilx                                      |
| 2016年2月13日  | Future Flame                                 |
| 2016年5月21日  | 1llusion                                     |
| 2016年6月16日  | Sprite On You                                |
| 2016年9月10日  | Just 1llin'                                  |
| 2017年1月11日  | 1ll Recognize 1ll                            |
| 2017年6月30日  | 니가 싫어하는 노래(Most Hated) with 朴載範   |

### 迷你專輯
- 2009年11月25日：《Thunderground》
- 2017年11月17日：《CRAZY》

### 正规專輯
- 2009年5月14日：《Illstrumentalz Vol.1》
- 2011年4月19日：《Hustle Real Hard》
- 2012年2月28日：《Love & Life, The Album》
- 2013年11月21日：《Ruthless, The Album》
- 2016年6月23日：《Multillionaire》
- 2017年3月28日：《Reborn》

### Mixtape
- 2010年4月5日：《Thunderground Mixtape Vol.2》
- 2011年11月1日：《Do It for the Fans》
- 2013年1月11日：《South Korean Rapstar Mixtape》

### 合作專輯
- 2010年7月29日：《It's We》Dok2 & Rado
- 2010年8月15日：《Rapsolute Rocka》The Quiett & Dok2
- 2011年1月11日：《We Here》The Quiett & Dok2
- 2011年1月2日：《Flow 2 Flow》Dok2 & Double K
- 2013年6月10日：《Just trust me》 C-Luv & Dok2
- 2014年5月21日：《11:11》Illionaire Records (Dok2 & The Quiett & Beenzino)

### Featuring
- 2005年10月26日：Dynamic Duo《Circus》
- 2006年4月10日：TBNY《F.U.》
- 2006年4月10日：Girl Friends《F.U.》
- 2006年11月1日：Maslo《Remember That》
- 2007年5月17日：Leessang《鬥魂》
- 2007年12月8日：The Quiett《Give It To H.E.R.》
- 2008年4月17日：EPIK HIGH《Eight By Eight》
- 2008年4月24日：Buga Kingz《實數》
- 2008年6月16日：Rhyme Bus《Dangerous》
- 2008年8月26日：Maslo《Remember That》
- 2008年12月16日：Bizniz《The Show》
- 2009年1月8日：Leessang《River To Ocean》
- 2009年2月19日：Born Kim《狗叫聲》
- 2009年2月26日：Fana《Deadline》作曲
- 2009年6月18日：Smokie J《Players》
- 2009年9月16日：Epik High《Rocksteady (Korean Ver.)》
- 2009年9月16日：Epik High《傷痕》
- 2009年9月16日：Epik High《Still Here》
- 2009年10月22日：LYn《New Celebration》
- 2009年12月3日：G-Slow《Alonely》
- 2009年12月3日：G-Slow《Dreamality》
- 2011年1月11日：The Quiett《We Here》
- 2011年3月8日：金亨俊《Nobody but you girl》
- 2011年4月27日：朴宰範《Abandoned》
- 2011年4月29日：Zion.T《Click Me》
- 2011年7月5日：泫雅《Just Follow》
- 2011年7月22日：Swings《不做事也可以 / 일 안 해도 돼》
- 2011年8月25日：Leessang《毒氣》
- 2011年12月21日：趙PD《Where I’m From》
- 2011年12月18日：朴宰範《Up And Down》
- 2012年2月7日：朴宰範《Know Your Name》
- 2012年2月7日：朴宰範《AOM & 1llionaire》
- 2012年2月7日：朴宰範《Enjoy The Show》
- 2012年3月8日：Prepix《More Than a Friend》
- 2012年7月3日：Beenzino《雞皮疙瘩 / 진절머리》
- 2012年7月3日：Beenzino《Profile》
- 2012年8月2日：D-Unit《Crush》
- 2012年8月17日：2lson《The Lady》
- 2012年9月10日：Rude Paper《Answer》
- 2012年9月15日 : G-Dragon 《LIGHT I UP》
- 2012年10月18日：Jessica《My Lifestyle》
- 2012年10月31日：Primary《Mine Tonight》
- 2012年11月6日：Jerry. K《We All Made Us》
- 2012年12月7日：YDG《Give It To Me》
- 2012年12月11日：Aegis《這樣也幸福》
- 2013年6月25日：HI-LITE Records《Celebrate》
- 2013年7月15日：XIA 俊秀《Turn It Up》
- 2013年7月22日：金賢重《Your Story》
- 2013年9月3日：GI《Don’t Lie》
- 2013年9月27日：Kye Bum Zu《Something Special》
- 2013年10月10日：嘉熙《Hey boy》
- 2013年10月25日：GRAY《Dream Chaser》
- 2013年11月26日：孝琳《Massage》
- 2013年12月10日：Double K《Cinderella》
- 2014年1月21日：Mr.Gordo《T.D.I.R》
- 2014年5月20日：M.I.7《We The Best》
- 2014年7月17日：Swings《Obsessive Compulsive Disorder》
- 2014年8月21日：Bobby《L4L (Lookin` For Luv)》
- 2014年10月2日：Vasco《Don》
- 2014年10月16日：Gaeko《치명적인 비음 Remix / Snapper Ending Remix)》
- 2014年11月17日：Sohyang《How to me …》
- 2014年12月1日：素珍《Finale》
- 2014年12月2日：Masta Wu《Come Here / 이리와봐》
- 2014年12月17日：The Quiett《Good Luck》
- 2015年8月28日：Microdot《Goal Keeper》
- 2015年11月12日：HIGHBROW《最近的我》
- 2015年11月30日：Jessi《抬起脚后跟》
- 2016年3月28日：DEAN《Bad Vibes Lonely》
- 2016年7月19日：The Quiett《Beverly 1lls Remix》
- 2016年10月4日：JERO《Paradise》
- 2016年10月25日：孝琳《Love Like This》
- 2016年12月1日：Double K《OMG》(feat. 徐仁國)
- 2016年12月31日：Dok2 x 劉在錫《처럼 / Like》(Feat.李遐怡)
- 2017年1月26日：Masta Wu 《S**T》
- 2017年9月11日：Bizzy 《6 Cypher》

### 電視劇
- 2016年：tvN《Entourage》

## 外部連結
- Dok2的Instagram帳戶